# すっぱいガムシリーズ
すっぱいガムシリーズは、明治チューインガム株式会社が製造しているチューイングガム。3個入っているガムの内、1個がすっぱいガムであるのが特徴。

## ラインナップ
- すっぱいソーダにご用心
- すっぱいぶどうにご用心
- すっぱいレモンにご用心

## 類似商品
- そのまんまガムシリーズ - コリス株式会社が製造している製品。